# Holothuria unica
Holothuria unica is een zeekomkommer uit de familie Holothuriidae.
De wetenschappelijke naam van de soort werd in 1989 gepubliceerd door Francis Rowe.